# Hỗ Nhĩ Can
Hỗ Nhĩ Can (tiếng Mãn: ‍ᡥᡡᡵᡤᠠᠨ, chuyển tả: Hūrgan, giản thể: 扈尔干; phồn thể: 扈爾干; bính âm: Hùěrgān, ? - 1582), con trai trưởng của Vương Đài, là Cáp Đạt Bối lặc.

## Cuộc đời
Hỗ Nhĩ Can không rõ năm sinh, là trưởng tử của Vạn Hãn Vương Đài. Ông từng gả con gái là A Mẫn Triết Triết cho Nỗ Nhĩ Cáp Xích làm Trắc phi. Sau khi cha mất, ông kế vị Cáp Đạt Bối lặc.
Nhưng có một người con trai khác bên ngoài của Vương Đài là Khang Cổ Lỗ không phục, khiêu chiến với Hỗ Nhĩ Can, kết quả là Khang Cổ Lỗ không địch nổi phải đào thoát đến nương nhờ Diệp Hách.
Tháng 8 năm Vạn Lịch thứ 10 (1582), Hỗ Nhĩ Can đem quân đi cướp phá Hô Tể trại thuộc địa phận của Nỗ Nhĩ Cáp Xích. Trùng với thời điểm Nỗ Nhĩ Cáp Xích khởi binh, các bộ hạ và An Phí Dương Cổ và Ba Tốn Cần cùng với 20 người truy kích, song bị người của Hỗ Nhĩ Can đánh bại, phía Cáp Đạt có 40 người bị giết. Không lâu sau, Hỗ Nhĩ Can bị bệnh chết, người em trai trẻ tuổi là Mạnh Cách Bố Lộc kế vị làm Bối lặc.